# Waldkirche Silberhütte

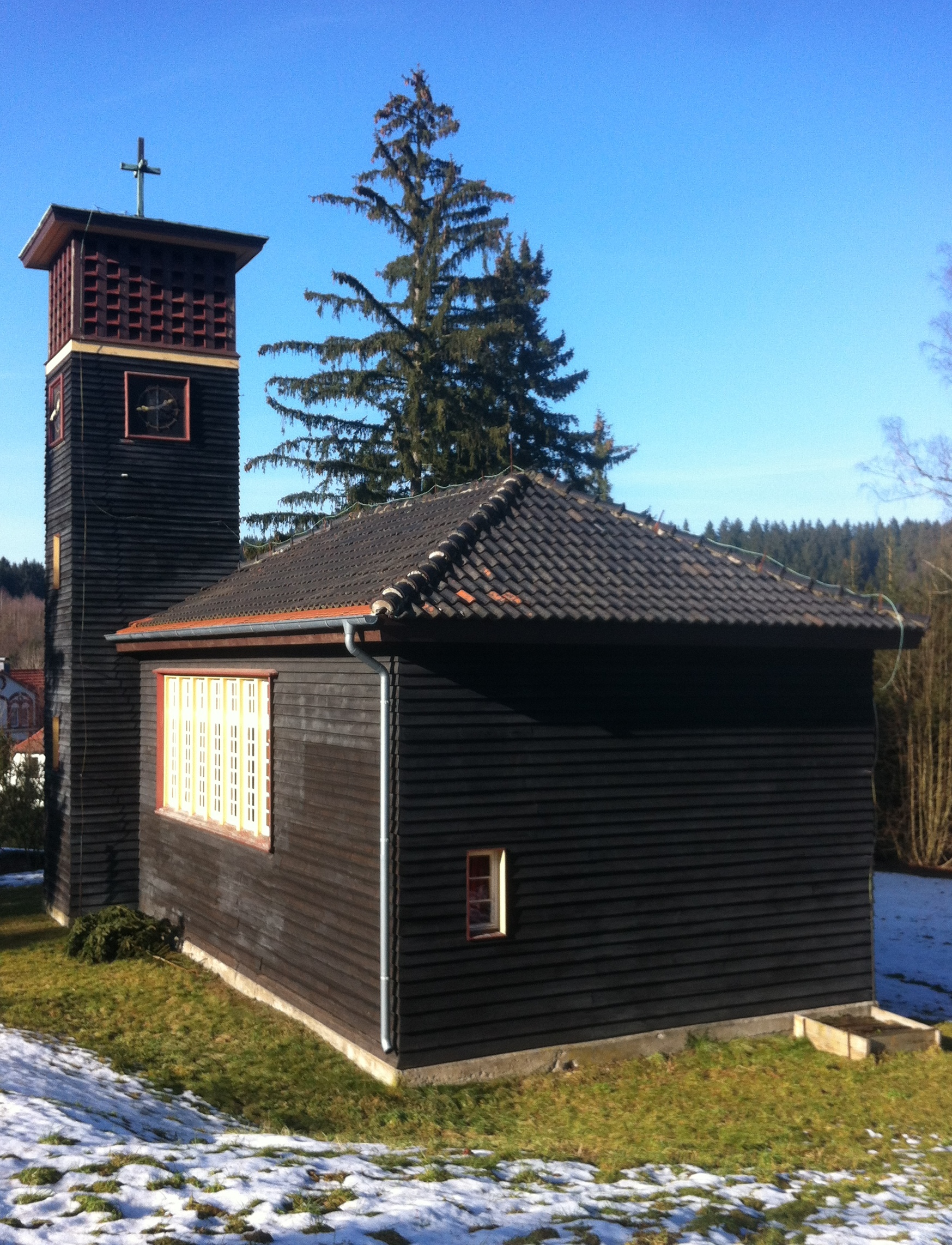
Dorfkirche Silberhütte

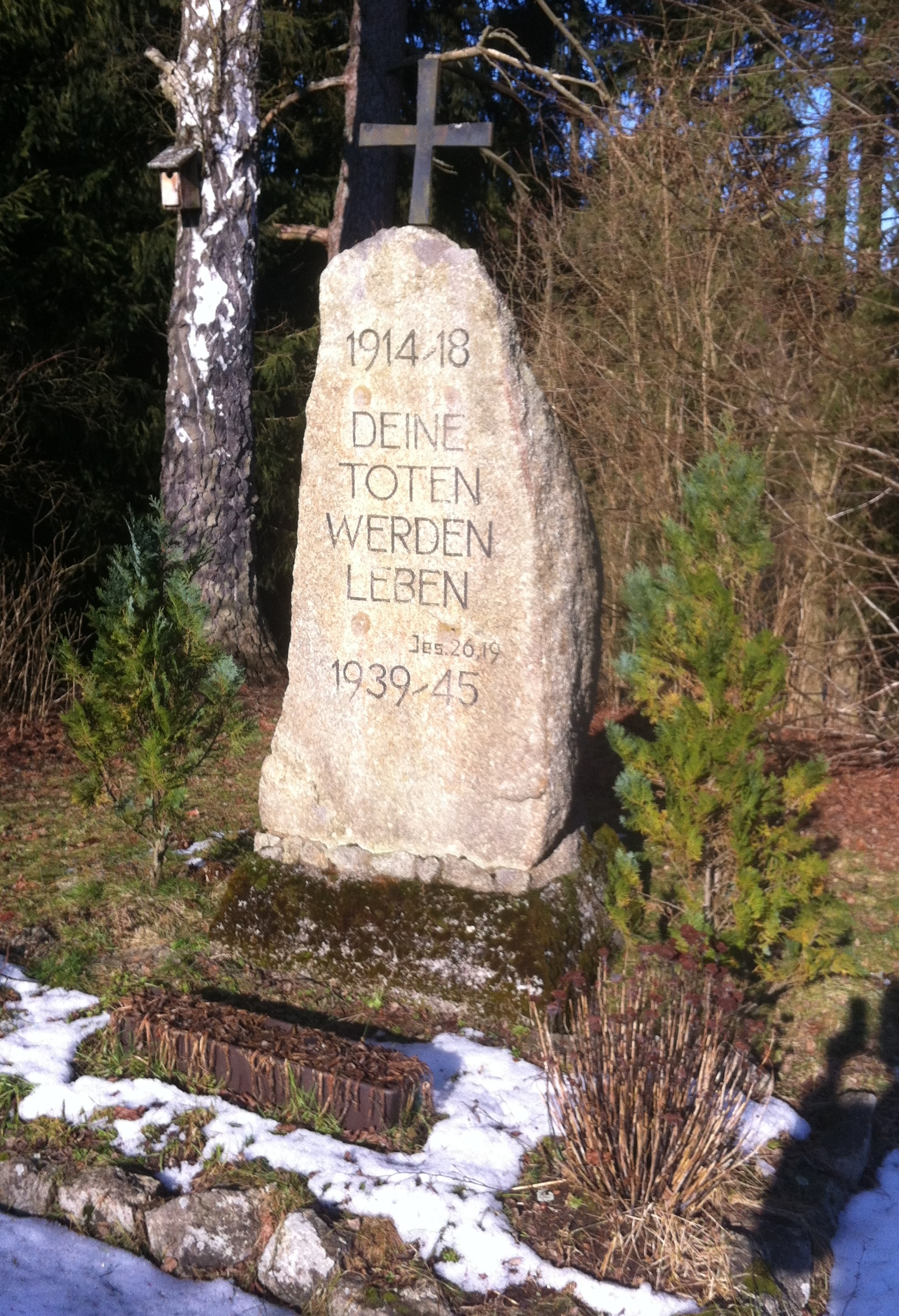
Gefallenendenkmal

Die Waldkirche Silberhütte ist die evangelische Kirche des zu Harzgerode gehörenden Ortes Silberhütte im Harz in Sachsen-Anhalt.

## Lage
Die Holzkirche befindet sich im westlichen Teil Silberhüttes, östlich des Bremsberges.

## Architektur und Geschichte
Die Kirche wurde im Jahr 1932 nach Plänen des Ballenstedter Baurats Kurt Ehrlich auf Initiative der Eigentümer des örtlichen Sägewerkes aus einheimischem Fichtenholz errichtet. Der Saalbau hat einen rechteckigen Grundriss, an dessen Westecke sich ein schlanker in das Schiff eingezogener Turm erhebt. Im Turm befinden sich vier Bronzeglocken. Der schlichte Bau ist mit einer Stülpschalung verkleidet. Die gekuppelten Fenster sind liegend angeordnet. Am Schiff besteht ein breites Traufgesims. In ihrem Erscheinungsbild lehnt sich die Kirche an die Gestaltung von Gebirgskapellen an. Sie ist im örtlichen Denkmalverzeichnis eingetragen. Sie gehört zur Evangelischen Landeskirche Anhalts.
Nördlich der Kirche befindet sich ein Findling als Kriegerdenkmal für die Toten der Weltkriege. Der Findling ist mit der Inschrift 1914–18 / DEINE TOTEN WERDEN LEBEN / 1939–45 (Jes. 26,19 ) versehen und mit einem Kreuz bekrönt.